# Джон Фергюсон
Джон Фергюсон (англ. John Ferguson Sr.; 5 вересня 1938, Ванкувер — 14 липня 2007, Віндзор) — канадський хокеїст, що грав на позиції крайнього нападника. Згодом — хокейний тренер.

## Ігрова кар'єра
Професійну хокейну кар'єру розпочав 1959 року.
Усю професійну клубну ігрову кар'єру, що тривала 13 років, провів, захищаючи кольори команди «Монреаль Канадієнс».

## Тренерська робота
1972 року розпочав тренерську роботу в НХЛ. Працював з командами «Нью-Йорк Рейнджерс» та «Вінніпег Джетс».
Також був асистентом головного тренера національної збірної Канади в матчах Суперсерії 1972 року проти збірної СРСР.
На початку 90-х років був директором, а згодом консультантом клубу «Оттава Сенаторс».

## Нагороди та досягнення
- Володар Кубка Стенлі в складі «Монреаль Канадієнс» — 1965, 1966, 1968, 1969, 1971.

## Тренерська статистика
| Команда | Сезон   | Регулярний сезон | Регулярний сезон | Регулярний сезон | Регулярний сезон | Регулярний сезон | Регулярний сезон | Плей-оф                  |
| Команда | Сезон   | І                | В                | П                | Н                | О                | Місце            | Результат                |
| ------- | ------- | ---------------- | ---------------- | ---------------- | ---------------- | ---------------- | ---------------- | ------------------------ |
| НЙР     | 1975–76 | 41               | 14               | 22               | 5                | (67)             | 4-е в ДП         | не вийшли у плей-оф      |
| НЙР     | 1976–77 | 80               | 29               | 37               | 14               | 72               | 4-е у ДП         | не вийшли у плей-оф      |
| ВІН     | 1985–86 | 14               | 7                | 6                | 1                | (59)             | 3-є в ДС         | програш в першому раунді |
| Усього  | Усього  | 135              | 50               | 65               | 20               | 120              |                  |                          |